# Eria hallieri
Eria hallieri är en orkidéart som beskrevs av Johannes Jacobus Smith. Eria hallieri ingår i släktet Eria och familjen orkidéer. Inga underarter finns listade i Catalogue of Life.